# ولسوالی شهدا
ولسوالی شهدا یکی از ولسوالی‌های ولایت بدخشان در شمال‌شرق افغانستان است. این ولسوالی در سال ۱۳۷۳ خورشیدی، در دورهٔ زمام‌داری برهان‌الدین ربانی، از ولسوالی بهارک جدا شد و به‌عنوان یک واحد اداری مستقل به رسمیت رسید. مرکز آن محل سر میدان بوده و مساحت آن حدود ۱٬۱۶۰ کیلومتر مربع است. شهدا در فاصلهٔ ۶۵ کیلومتری شرق شهر فیض‌آباد، مرکز ولایت بدخشان، موقعیت دارد.

## مرزها
ولسوالی شهدا از شرق با اشکاشم، از غرب با ارغنج‌خواه و بهارک، از شمال با شغنان و از جنوب با وردوج هم‌مرز است. نخستین فرماندار این ولسوالی، سیدولی ولی بوده‌است.

## ساختار اجتماعی
این ولسوالی دارای دو منطقهٔ عمده به‌نام‌های زردیو و سرغیلان است که میان دو رشته‌کوه از سلسله‌کوه‌های هندوکش شرقی، موسوم به «چاهل»، قرار دارند. مردم آن به زبان فارسی دری سخن می‌گویند و پیرو اهل‌سنت و از قوم تاجیک هستند.
در گذشته، شماری از سران قبایل ولسوالی‌های مجاور از درهٔ شهدا برای ییلاق استفاده می‌کردند. از همین‌رو، منطقه با عنوان سرخیلان (محل سکونت سران خیل‌ها) شناخته شد و امروز بخش وسیعی از آن سرغلام نام دارد.

## اقتصاد و منابع طبیعی
شهدا یکی از سرسبزترین ولسوالی‌های ولایت بدخشان است و دارای باغ‌هایی پربار از چهارمغز، توت، بادام، سیب، گیلاس، آلبالو، زردآلو، ناک، شفتالو و دیگر میوه‌ها است. بسیاری از این محصولات جنبهٔ صادراتی دارند. مردم عمدتاً به کشاورزی، دام‌داری و تجارت‌های کوچک مشغول‌اند.

## شخصیت‌های علمی و فرهنگی
درهٔ شهدا با وجود محدودیت‌های آموزشی در گذشته، افراد برجسته‌ای را در عرصه‌های علمی، سیاسی و فرهنگی تربیت کرده‌است. از جمله:
- عبدالقدیر فطرت، رئیس کل پیشین بانک مرکزی افغانستان
- علام‌الدین اثیر، سفیر افغانستان در ازبکستان
- جنرال حاجی میراحمد رُوفی
- جمال‌الدین سعید
- استاد فیض‌محمد خان، بنیان‌گذار آموزش در سرغلام
- خان، نخستین آموزگار در زردیو
- قاضی گدامحمد صمیم
- عبدالمنان شیوای شرق
- غفران بدخشانی
- نصرالله نیکفر
- شریح شیون
- عبدالحق امیری (عضو سازمان ملل متحد)

از شاعران سرشناس شهدا می‌توان نام برد از:
میرزا نعیم، جهان‌گیر ضمیری، غفران بدخشانی، شیوای شرق، نصرالله نیکفر، رویین رهنوش، شریح شیون، سیدمحمد سبب، احمد رشاد زریر پارسی‌منش، سید کبیر احمد متوکل، غلام‌حیدرخان، دکتر نذیر احمد ثاقب و دیگران.

## طبیعت و گردش‌گری
رودخانهٔ جاری در این ولسوالی از شاخه‌های اصلی دریای کوکچه است. ماهی بدون استخوان آن، موسوم به هله‌بوقه در میان مردم محلی بسیار محبوب است. 
در ارتفاعات ولسوالی، چشمه‌ای گوگردی در منطقهٔ یاسیج وجود دارد که همواره دارای آب گرم بوده و محل تفریح و درمان شمرده می‌شود. در منطقهٔ غاران نیز معادن نمک وجود دارد. منطقهٔ یاسیج میان دو دریاچهٔ یخ‌زده قرار دارد و از مناظر طبیعی ویژهٔ بدخشان به‌شمار می‌رود. شب‌مانی در اطراف این چشمه با چادرهای سنتی یکی از جاذبه‌های گردش‌گری آن است.
چهارمغز کاغذی، گیلاس شیرین، قیماق گوسفندی، ماهی خوش‌طعم، بادهای معطر از گل‌های طبیعی و مهمان‌نوازی مردم از دیگر ویژگی‌های این منطقه‌اند.
از دیگر مناطق تفریحی این ولسوالی می‌توان به غاران، خوش‌دره، و شیوه اشاره کرد.

## فهرست روستاهای ولسوالی شهداء
این فهرست شامل نام تمامی روستاهای ولسوالی شهداء ولایت بدخشان است:
1. بوشت وسط
2. بوشت پایین
3. بوشت بالا
4. دشت شاه عارف
5. چاکران
6. دشت محمد رازق
7. سنگریان
8. سری باغ بالا
9. ده قاضیان
10. ده پایین
11. شیرکانی
12. باغ نشیب
13. ایوینک کلان
14. مسلم آباد
15. سر اسک
16. سیلاب
17. نوآباد ایوینک
18. یبابک
19. ده بالای ایوینک
20. ازریو
21. سغی
22. غوزکانی
23. یاغان جویبار
24. یاریم مرکز
25. جویبار مرکزی
26. نوآباد جویبار
27. پیتاو
28. یاریم بالا
29. نوآباد یاریم
30. بیکان
31. جوی پریان
32. نوآباد لب دره
33. کلانتران
34. دیوانا
35. لب دره کلان
36. وحدت آباد
37. اروان
38. ولیل
39. مدرسه
40. پشتان
41. پالیل
42. رغنکان
43. دشت افغان‌ها
44. میدان مرکزی
45. پایان‌ده
46. توحید آباد میدان
47. عثمان غنی
48. سرغوزیو
49. کناره دیه
50. درگاب
51. ولا
52. سنگاب
53. غوزیو بالا
54. ونر
55. غوزیو پایین
56. مزار
57. سر سیما
58. مغایب بالا
59. وجینج بالا
60. وجینج پایین
61. ترسگان
62. مغایب مرکزی
63. برچیپ‌ها
64. قلعه ورم
65. دره ناوک
66. یاجک
67. میانده پارخواب
68. آبچشمه
69. ارغدنگ
70. پشت خانه
71. نوآباد سر پل زاغ
72. پسخم
73. سرپل زاغ
74. سر لوله
75. سرهنگان
76. لیوانی
77. محمودان
78. متسپان
79. میانده مغایب
80. پیجوج
81. ده خاله
82. ده دره
83. رضوان
84. شخیارک
85. سرخان
86. وایم
87. دره بالای بالا
88. دره بالای پایین
89. بوستان
90. وجینج بالا
91. وجینج پایین
92. غزالیو بالا
93. سری تل
94. دره قلات
95. غزالیو پایین
96. یباب کلان
97. یباب محله
98. یباب مغایب
99. نوآباد کوکان
100. یباب کوکان
101. کورخو دره
102. غزمرغ
103. یافریج مرکزی
104. یافریج جنگلک
105. یافریج وسط
106. یافریج پایین
107. سوچیو
108. زیر یخچیو
109. فُرُجچ
110. ده بالای یخچیو
111. یخچیو کلان
112. یاسیچ کلان
113. توحید آباد یاسیچ
114. یخشیک
115. نوآباد تروازه
116. تگابه یاسیچ
117. دشت سید احمد
118. سری دشت
119. زرغاب
120. تروازه کلان
121. یاواچ خورد
122. یاواچ کلان
123. ده بالای تروازه